# Campeonato Nacional de Albania 1953
El Campeonato Nacional de Albania de 1953 (en albanés, Kampionati Kombëtar Shqiptar 1953) fue la 16a. edición del Campeonato Nacional de Albania.

## Resumen
Fue disputado por 10 equipos y Dinamo Tirana ganó el campeonato.

## Clasificación
|               | Pos. | Equipo                          | PJ | PG | PE | PP | GF | GC | Dif. | Pts. |
| ------------- | ---- | ------------------------------- | -- | -- | -- | -- | -- | -- | ---- | ---- |
|               | 1    | Dinamo Tirana                   | 18 | 14 | 2  | 2  | 41 | 10 | +31  | 30   |
|               | 2    | Partizani                       | 18 | 14 | 1  | 3  | 51 | 16 | +35  | 29   |
|               | 3    | Puna Tirana                     | 18 | 14 | 1  | 3  | 47 | 16 | +31  | 29   |
|               | 4    | Puna Shkodër                    | 18 | 11 | 2  | 5  | 32 | 19 | +13  | 24   |
|               | 5    | Puna Vlorë                      | 18 | 6  | 4  | 8  | 22 | 27 | -5   | 16   |
|               | 6    | Puna Durrës                     | 18 | 3  | 8  | 7  | 13 | 18 | -5   | 14   |
|               | 7    | Luftëtari Sh.B.O. "Enver Hoxha" | 18 | 5  | 2  | 11 | 18 | 27 | -9   | 12   |
|               | 8    | Puna Korçë                      | 18 | 5  | 2  | 11 | 14 | 36 | -22  | 12   |
|               | 9    | Dinamo Durrësi                  | 18 | 1  | 7  | 10 | 8  | 33 | -25  | 9    |
| Decrecimiento | 10   | Spartaku Pogradec               | 18 | 1  | 3  | 14 | 13 | 57 | -44  | 5    |